# SpaceX CRS-25
SpaceX CRS-25 byla pátá zásobovací mise lodi Dragon 2 společnosti SpaceX k Mezinárodní vesmírné stanici (ISS) v rámci programu Commercial Ressuply Services 2. Kosmická loď s necelými 3 tunami zásob a provozního a vědeckého materiálu byla vypuštěna 15. července 2022 a se stanicí se spojila o den později. Let trvat bezmála 37 dní.

## Kosmická loď Cargo Dragon

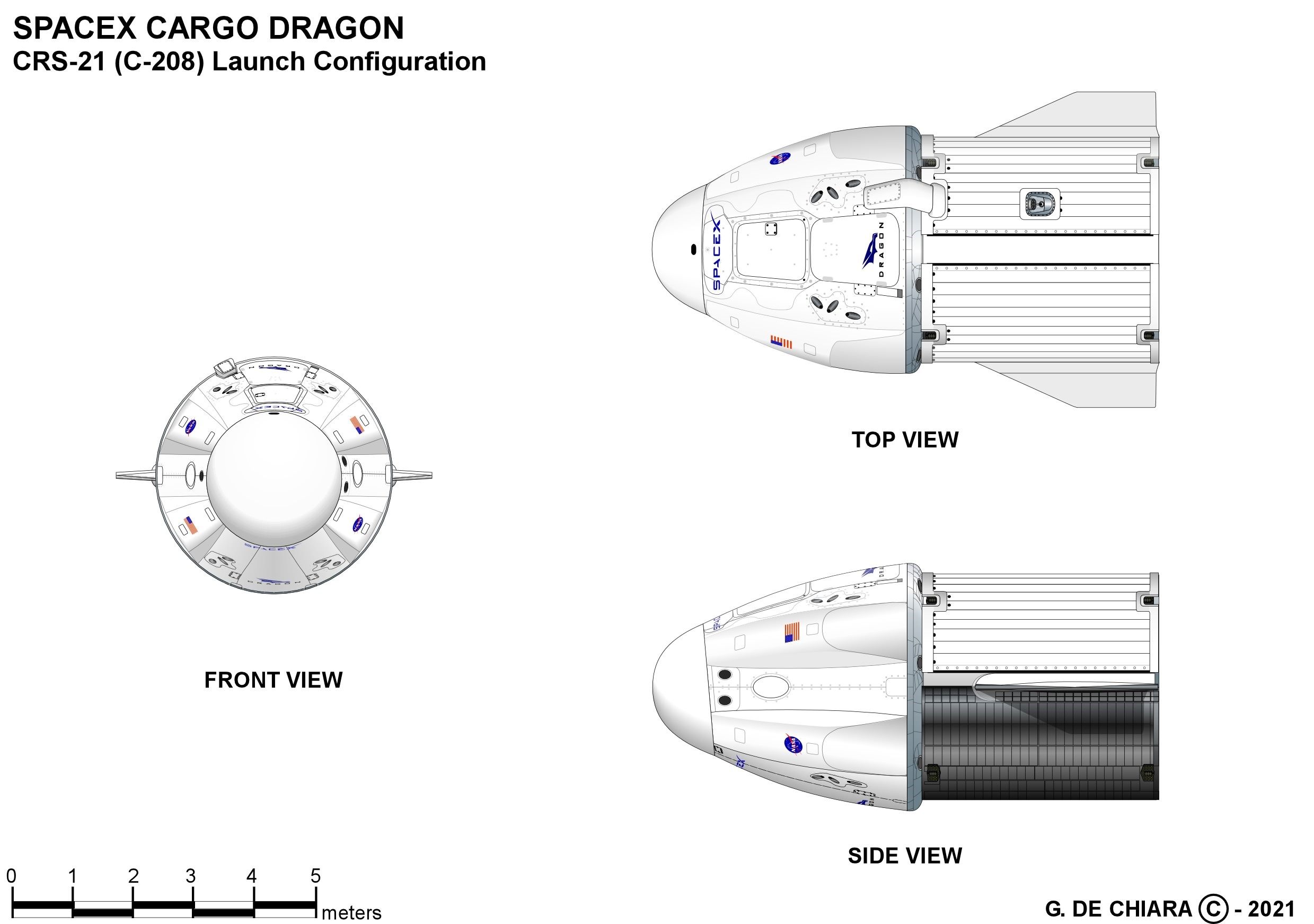
Cargo Dragon ve startovní konfiguraci.

Cargo Dragon je nákladní kosmická loď navržená společností SpaceX, v současnosti jediný prostředek schopný dopravit náklad nejen ze Země na nízkou oběžnou dráhu, ale také nazpět. Tvoří ji znovupoužitelná kabina kónického tvaru a nástavec v podobě dutého válce (tzv. trunk). V kabině je pro náklad určen hermetizovaný prostor 9,3 m3 a v nástavci nehermetizovaných 12,1 m3 pro náklad, který nemusí být přepravován v kabině, zejména proto, že bude umístěn na vnějším povrchu ISS. Sestava kabiny a nástavce ve startovní pozici měří na výšku 8,1 metru a v průměru má 4 metry.
Celková nosnost lodi při startu je 6 000 kg na oběžnou dráhu a až 3 307 kg na ISS, z toho až 800 kg v nástavci. Zpět na Zemi může loď dopravit až 3 000 kg nákladu a v nástavci, který před přistáním odhodí, až 800 kg odpadu z ISS. SpaceX uvádí životnost lodi 75 dní, NASA však využívá zhruba polovinu této doby a nákladní Dragony se na Zemi vracejí po 5 až 6 týdnech.

## Průběh letu
Datum startu bylo původně stanoveno na 10. června 2022. Čtyři dny před termínem však společnost SpaceX odložila zahájení mise kvůli nutnosti prošetřit možný únik paliva zjištěný během plnění nádrží kosmické lodi. Start se tak posunul nejdříve na 28. června. Už 14. června však byl oznámen odklad startu o další dva týdny na 11. července 2022, a to v důsledku nutnosti vyměnit některé části lodi. NASA pak 28. června oznámila posun na 14. července s tím, že pokračují inspekce odi Dragon 2 a opravy a výměny jakýchkoli součástí, které mohly být znehodnoceny výpary z úniku paliva zjištěného počátkem června. Bylo také rozhodnuto o výměně hlavních padáků kosmické lodi.
Kabina C208 ke svému třetímu letu odstartovala na špici rakety Falcon 9 z Kennedyho vesmírného střediska na Floridě 15. července 2022 v 00:44:22 UTC a po přibližovacích manévrech se 16. července v 15:21 UTC připojila k přednímu (forward) portu modulu Harmony. První stupeň nosné rakety B1067, použitý již popáté, po dvou a půl minutách činnosti a 5 minutách řízeného sestupu přistál na autonomní plovoucí plošině v Atlantském oceánu, asi 300 km od místa startu.
Jak je u letů SpaceX CRS zvykem, mise potrvá jen o málo déle než měsíc. Loď se původně měla oddělit od stanice s nákladem určeným k doručení na Zemi 18. srpna 2022 a přistát o den později poblíž břehů Floridy do vod Mexického zálivu nebo Atlantského oceánu, ale termíny odletu i přistání byly na poslední chvíli o den odloženy kvůli špatnému počasí. Loď se tak od ISS odpojila 19. srpna 2022 v 15:05 UTC a na padácích přistála do Atlantiku, severně od mysu Canaveral, 20. srpna v 18:53 UTC.

## Užitečné zatížení

### Při příletu
Dragon 2 přivezl na ISS 2 668 kg nákladu, z toho 2 124 kg v hermetizované kabině a 544 mimo ni v otevřeném nákladovém prostoru. Náklad tvořily zásoby pro posádku (376 kg včetně čerstvého ovoce a zeleniny), vybavení pro výstupy do volného prostoru (181 kg), hardware pro údržbu a rozvoj stanice (328 kg), počítačové vybavení (33 kg) a materiály a techniku pro vědecký program NASA a jejích partnerů (1 120 kg).
Dovezený hardware tvořily např.:
- čerpadlo pro předúpravu a dávkování vody, které podpoří provoz starších toalet na stanici a zajistí jejich odolnost proti poruchám,
- katalytický reaktor pro výrobu vody v systému kontroly životního prostředí a podpory života (ECLSS),
- iontoměničové lože pro odstraňování vedlejších produktů z katalytického reaktoru (zajištění mikrobiální kontroly vody),
- filtry dávkovače pitné vody (PWD) sloužící k odstraňování jódu z vody spotřebovávané posádkou,
- močové měchýře pro zpracování solanky sloužící k získávání další vody z moči,
- modul pokročilého systému kontroly prostředí (ECS) pro stanoviště rostlin, určený k regulaci teploty a vlhkosti a optimálního míchání vzduchu
- výzkumná stanoviště a transportní vybavení pro hlodavce potřebné pro specifické činnosti se zvířaty během mise
- jednotka pro nabíjení a vybíjení baterií (BCDU), součást elektrického napájecího systému se vrátila na stanice poté, co byla dovezena na Zemi při návratu mise SpaceX.CRS-19 a tam renovována; díl je vynášen v otevřeném nákladovém prostoru a astronauti ho později umístí zapojí na vnějšku ISS.

Mezi více než 250 experimenty a dalšími vědeckými aktivitami byly např.:
- EMIT (Earth Surface Mineral Dust Source Investigation) – V otevřeném nákladovém prostoru vně kabiny je uložen přístroj pro sledování minerálního složení prachových částic v pouštních oblastech. Po celý rok bude shromažďovat údaje, které pomohou vědcům lépe pochopit, jak prach zvířený do atmosféry z pouští ovlivňuje ekosystémy Země a lidské zdraví. EMIT má být z nákladového prostoru vyjmut pomocí jedné z robotických paží ISS a umístěn na experimentální platformu s výhledem na povrch Země.[20][21]
- Stárnutí imunitních buněk – Výzkum studuje změny v lidských imunitních buňkách během stárnutí, známé jako imunosenescence, které se v mikrogravitaci projevují rychleji než na Zemi. K jejich studiu budou využity tkáňové čipy umožňující testování, jak tyto buňky reagují na stres, drogy a genetické změny. Studie by měla pomoci k pochopení kritických cest k prevenci a zvrácení stárnutí imunitních buněk a k vývoj metod ochrany astronautů během budoucích dlouhodobých vesmírných letů.[20][21]

- CubeSat BeaverCube – Jeden z pěti cubesatů na palubě letu CRS-25 nese několik kamer pro pořizování barevných snímků pozemských oceánů a termálních snímků vrcholků mraků a povrchu oceánů. Shromážděné údaje pomohou vědcům dále porozumět zemskému klimatu a povětrnostním systémům a koncentracím oceánského fytoplanktonu, který je významným faktorem při tvorbě atmosférického kyslíku.[20]

- DynaMoS – Projekt se zaměřuje na způsoby, jakými mikrogravitace ovlivňuje metabolické interakce ve společenstvích půdních mikrobů, která mají klíčové funkce pro život na Zemi, včetně udržování koloběhu uhlíku a dalších živin a podpory růstu rostlin. Výzkum hledá možnosti, jak využít tyto prospěšné funkce půdních mikroorganismů pro budoucí vesmírné mise, např. ke zlepšení růstu plodin na povrchu Měsíce. Lepší pochopení funkce půdních mikroorganismů by ale také mohlo odhalit způsoby, jak tato společenstva optimalizovat pro podporu zemědělské produkce na Zemi.[20]

- Geny ve vesmíru – Projekt představí bezbuněčnou výrobu bílkovin v mikrogravitaci a vyhodnotí dva bezbuněčné biosenzory schopné detekovat specifické cílové molekuly. Tato technologie by mohla poskytnout jednoduchý, přenosný a levný nástroj pro lékařskou diagnostiku, výrobu léků a vakcín a monitorování životního prostředí při budoucích vesmírných misích. Aktivita byla vybrána v roce 2021 v každoroční soutěži Geny ve vesmíru, v níž mohou studenti 7. až 12. tříd navrhnout k uskutečnění na ISS experimenty s DNA. V uplynulých letech bylo zahájeno již osm výzkumů, z nichž některé vyústily ve vědecké publikace, včetně prvního experimentu využívajícího technologii CRISPR v mikrogravitaci v roce 2019.[20]

- Biopolymer Research for In-Situ Capabilities – Výzkum se zabývá tím, jak mikrogravitace ovlivňuje proces vytváření alternativního betonu z organického materiálu dostupného na mimozemských tělesech, známého jako biopolymerní půdní kompozit (BPC). Využití zdrojů dostupných v místě výstavby budoucích lunárních a marťanských stanovištích by umožnilo zvýšit množství použitého stavebního materiálu, a tím i kvalitu radiační ochrany budovaných objektů, aniž by bylo potřeba přepravovat velké množství běžných stavebních materiálů ze Země. Experiment navržený v rámci programu občanské vědy na ISS (SPOCS) studentským týmem ze Stanfordovy univerzity studuje způsob, jak BPC na materiál podobný betonu smícháním vody a bílkoviny bovinní sérový albumin (BSA). Protože tato směs tvrdne při odpařování vody, je potřeba ověřit její použitelnost v mikrogravitaci – na stanici bude vyrobeno šest cihel, které budou později kvalitativně porovnány s cihlami vyrobenými na Zemi při běžné gravitaci.[20][21]

- Suture in Space – Na sadě tkáňových čipů obsahujících vzorky lidské kůže a krevních cév, které byly poraněny a poté sešity, bude studován vlivu chirurgických stehů na proces hojení v mikrogravitaci. Výzkumu Evropské kosmické agentury (ESA) a Univerzity v italské Florencii navazuje na dřívější experimenty na buněčných kulturách a zvířecích modelech, které ukázaly, že uzavření rány je v podmínkách mikrogravitace zpomalené. Vzhledem ke zrychlování tempa kosmických letů s posádkou se zvyšuje riziko neúmyslných zranění, přičemž doba evakuace z vesmíru na bezpečné místo Zemi může být poměrně dlouhá. Zvládnutí procesu hojení ran tak může být jedním z rozhodujících faktorů přežití astronautů.[21]

- Maleth II – Druhá mise maltsko-německého programu zaměřeného na sledování účinků kosmického letu a mikrogravitace na vzorky kožní tkáně diabetických vředů na noze spolu s kožním mikrobiomem, souborem potenciálně bakterií, virů a hub žijících na kůži, které se mohou stát škodlivými.[22]

### Při návratu
Posádka loď před odletem naložila přes 1 800 kg různého materiálu, zejména výsledky vědeckých experimentů. Loď mimo jiné odvezla také skafandr, v jehož helmě se nečekaně objevila voda během výstupu do volného prostoru astronauta ESA Matthiase Maurera 23. března 2022, v rámci Expedice 66. Protože se na stejném kusu podobná závada objevila už v roce 2013, bylo rozhodnuto o jeho zevrubné expertíze na Zemi.

## Galerie

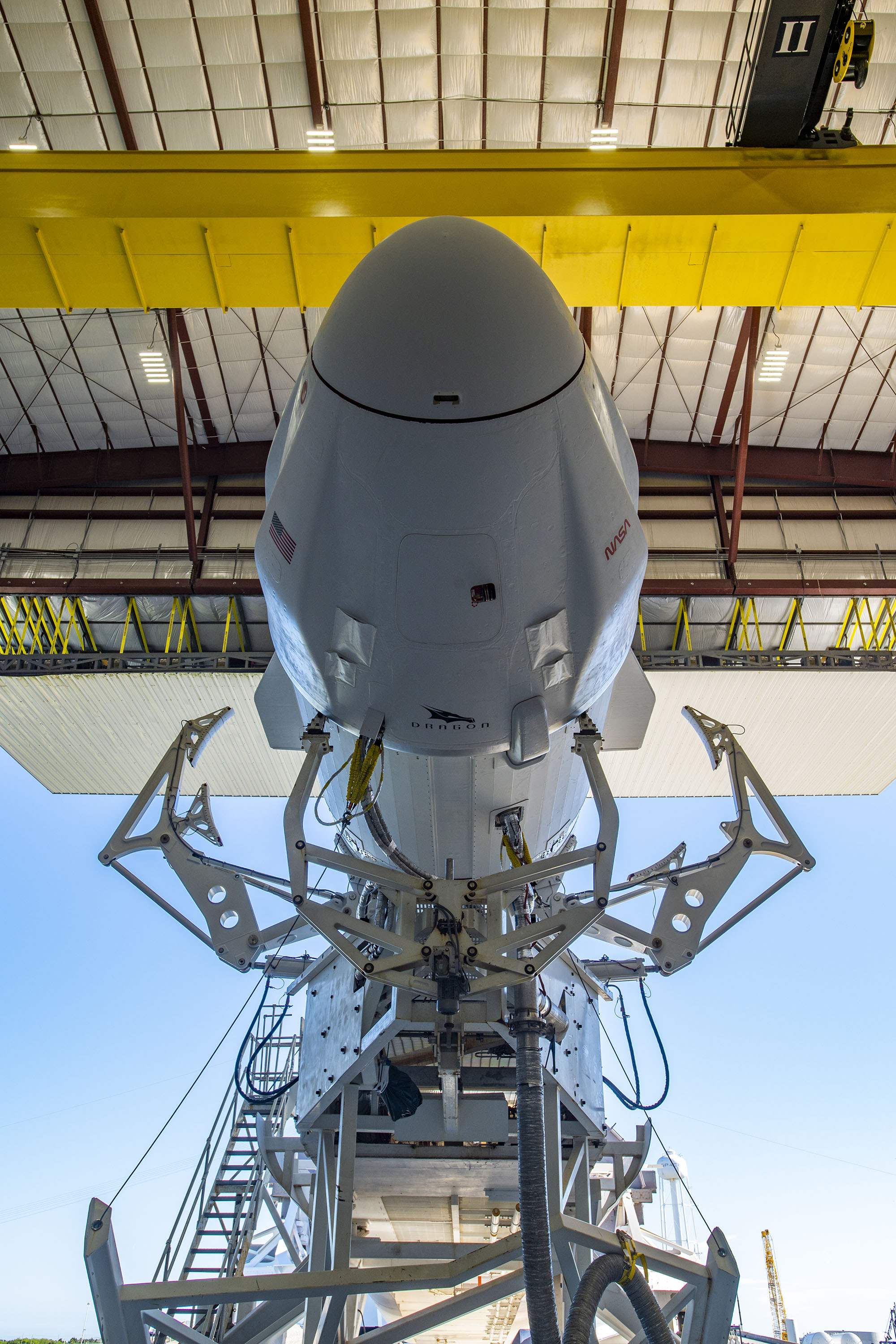
Vyvezení lodi s raketou na startovní rampu, 12. července 2022.
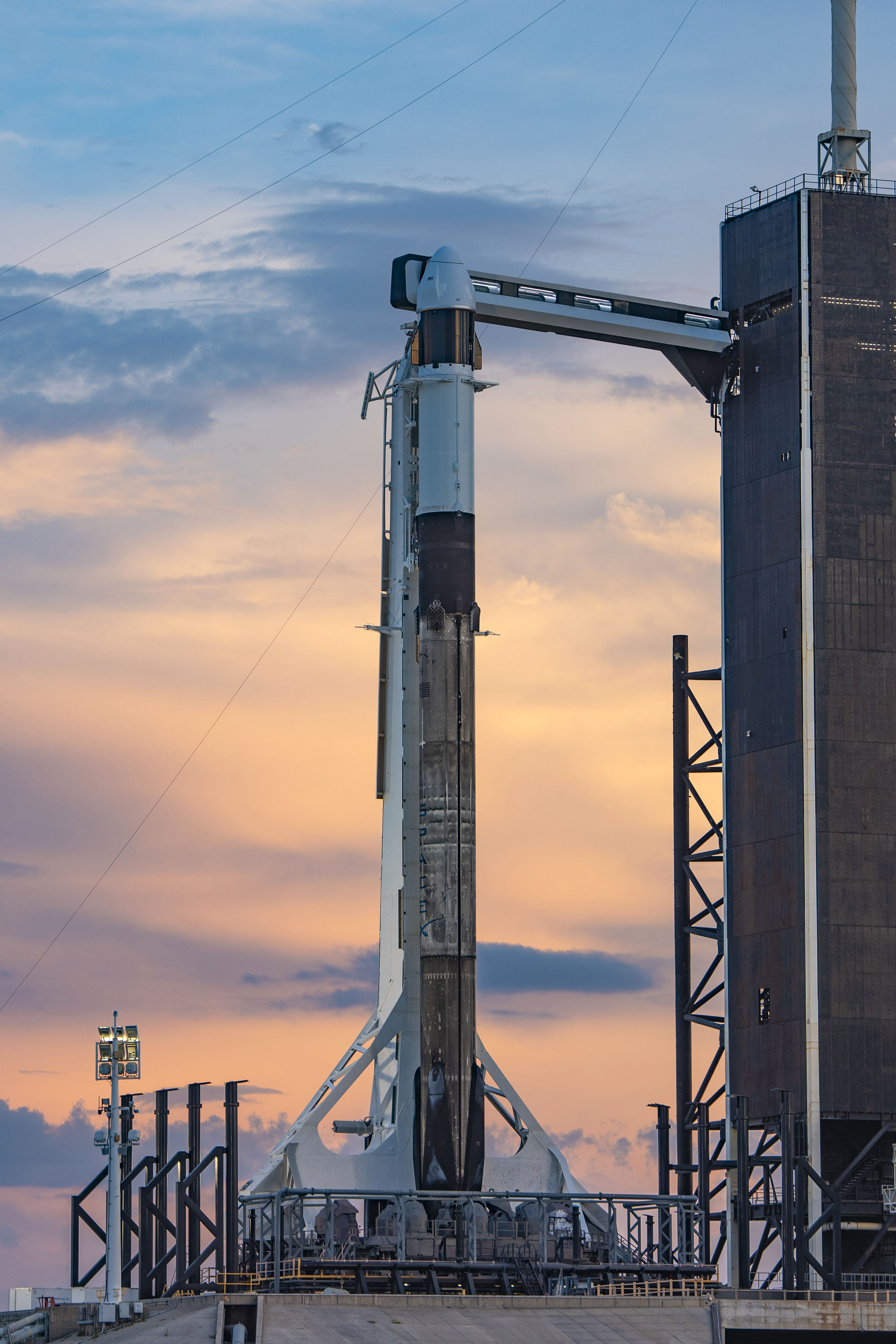
Sestava po vztyčení na rampě, 12. července 2022.
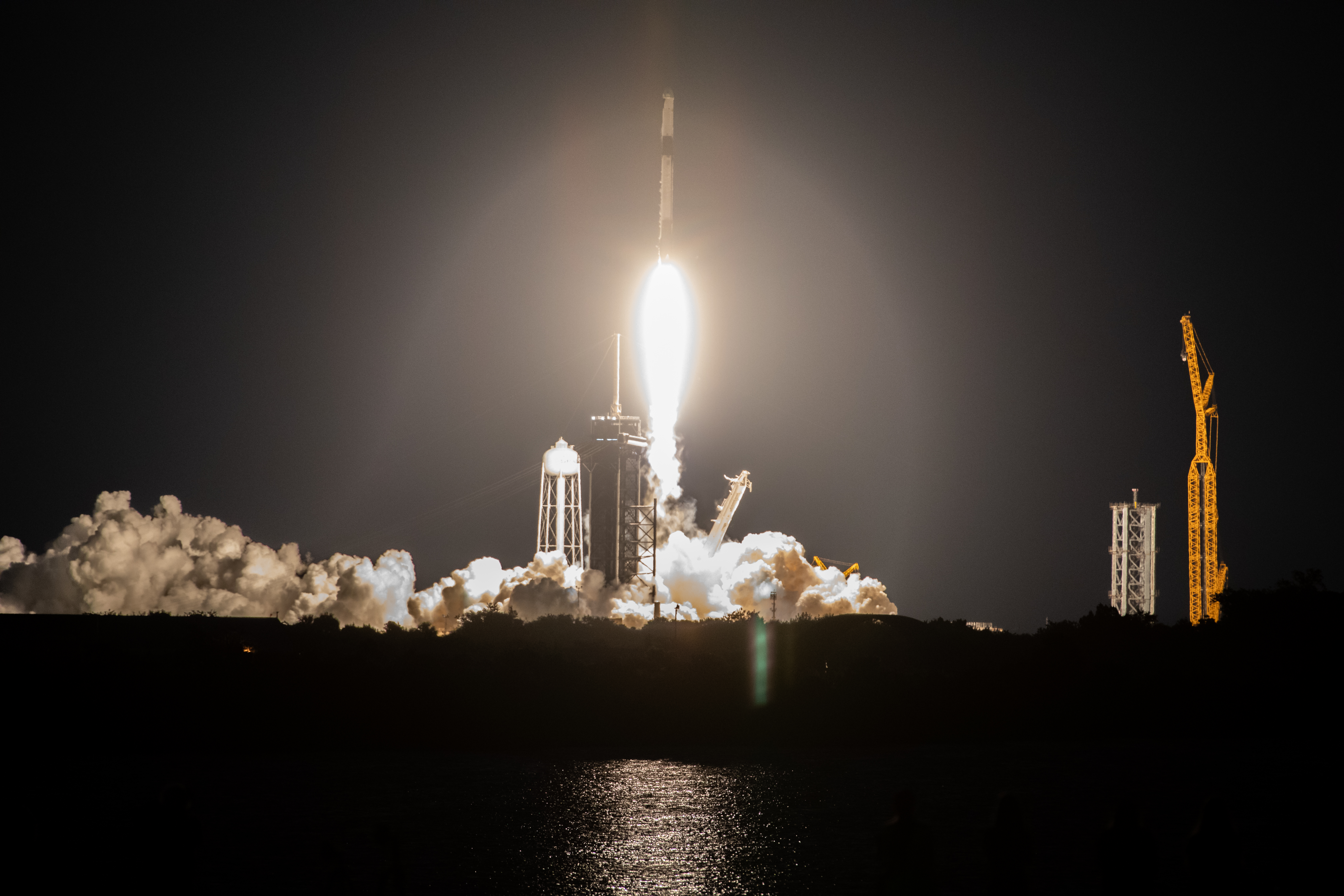
Start, 15. července 2022
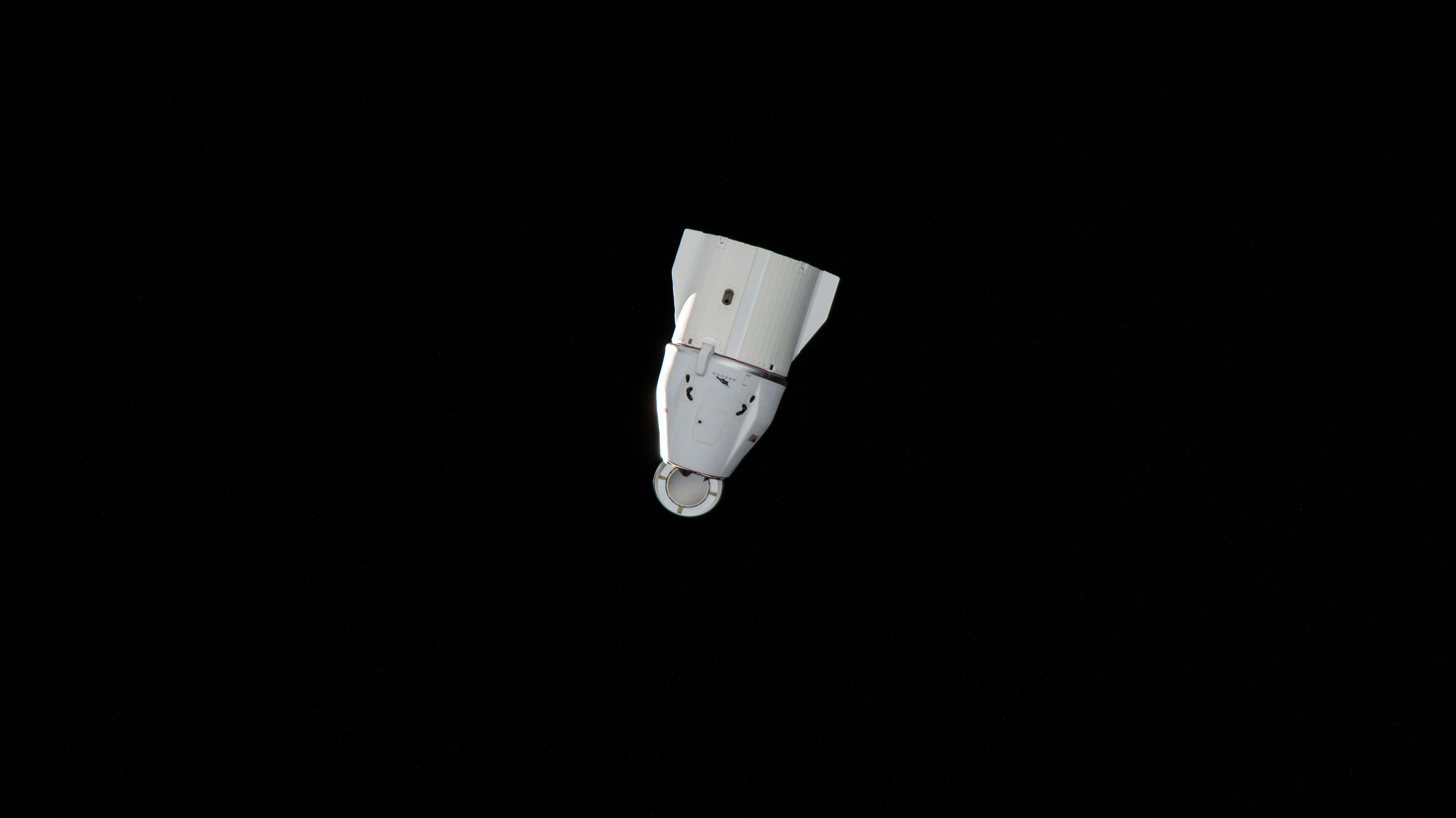
Odet od stanice, 19. srpna 2022
- Přistání, 20. srpna 2022.